# Reed-Nunatakker
Die Reed-Nunatakker sind eine Gruppe von Nunatakkern im ostantarktischen Viktorialand. Sie ragen 10 km westlich des Hansen-Nunatak an der Wasserscheide zwischen den oberen Abschnitten des Reeves- und des Larsen-Gletschers auf.
Der United States Geological Survey (USGS) kartierte sie anhand eigener Vermessungen und Luftaufnahmen der United States Navy aus den Jahren von 1956 bis 1962. Das Advisory Committee on Antarctic Names benannte sie im Jahr 1968 nach David E. Reed, Topographieingenieur des USGS auf der McMurdo-Station zwischen 1964 und 1965.